# 元思
元思（467年—506年6月18日），字永全，河南郡洛阳县（今河南省洛阳市东）人，追尊魏景穆帝拓跋晃之孙，北魏宗室、官员。

## 生平
元思是汝陰王拓跋天賜的第二子，本名永全，過繼給早逝的樂陵王拓跋胡兒，改名思，並襲封爵位。魏孝文帝元宏初年，柔然侵犯边境，元思誉出任镇北大将军、北征大都将，之后出任使持节、兼领护匈奴校尉、都督、中军都将，又出任使持节、镇东大将军、和龙镇都大将、营州刺史，加兼领护东夷校尉，转任镇北将军，署理镇北大将军。魏孝文帝在光極堂引見百官，對元思說：「恒代之地路途遙遠，舊京地位又十分重要，因此委屈叔父您遠赴上任，然而臨政之際不可不謹慎小心，以達成朕的期望。」太和二十年（496年），恒州刺史穆泰与定州刺史陸叡等人準備發動政變，准备推举诸王为首领，谋划迎接太子元恂，首先想要推举南安王元桢，其次推举阳平王元頤，如果两人都不肯相从，就逼迫乐陵王元思做首领，元思参与此事。事发后，朝廷認為元思知情不告，赦免死罪，于太和二十年十二月削除元思誉的爵位，廢為庶人。太和二十三年二月癸亥（499年3月14日），朝廷恢复元思誉的乐陵王爵位。正始三年岁次丙戍五月乙丑朔六日庚午（506年6月12日），元思誉患上疾病，十二日丙子（506年6月18日）在正房中去世，虚岁四十，次年丁亥三月庚申朔廿五日甲申（507年4月22日）葬于瀍涧之滨，朝廷赠予镇北大将军，光州刺史，谥号密王。

## 家庭

### 兄弟姐妹
- 元逞，北魏齐州刺史
- 元汎略，北魏平东将军、大宗正卿、光禄大夫、东燕县男
- 元脩義，北魏使持节、散骑常侍、都督雍州诸军事、卫大将军、开府、雍州刺史
- 元固，北魏镇北将军、散骑常侍、金紫光禄大夫、太常卿
- 元兴，北魏宗正卿、侍中、开府仪同三司、安定二州刺史
- 元周安，北魏龙骧将军、通直散骑常侍、俊仪县男

### 兒子
- 元景略，北魏持节、督豳州诸军事、冠军将军、豳州刺史、乐陵惠王
- 元慶略，散騎侍郎
- 元茂，字興略，第三子，平南功曹參軍[11]
- 元洪略，行東雍州刺史